# Ryan Nyambe
Ryan Simasiku Nyambe, född 4 december 1997 i Katima Mulilo, är en namibisk fotbollsspelare (försvarare) som spelar för Derby County. Han spelar även för Namibias landslag.

## Landslagskarriär
Nyambe debuterade för Namibias landslag den 9 juni 2019 i en 1–0-vinst över Ghana.